# Lei infraconstitucional
Lei infraconstitucional é o termo utilizado para se referir a qualquer lei que não esteja incluída na norma constitucional, e, de acordo com a noção de Ordenamento jurídico, esteja disposta em um nível inferior à Carta Magna do Estado. São leis que não são julgadas pelo Supremo Tribunal Federal (STF) que cuida exclusivamente da interpretação e aplicação da Constituição Federal.